# Бомбардировка любовью
«Бомбардиро́вка любо́вью» (англ. Love bombing) — принятое в английском языке обозначение попыток повлиять на человека демонстрациями внимания и ласки. Фраза может быть использована как в позитивном, так и в негативном контексте. Например, члены Церкви объединения (которые, как сообщается, придумали выражение) используют его, чтобы обозначать подлинное выражение дружбы, общения, интереса или беспокойства. Критики сект использовали эту фразу, подразумевая, что «любовь» является притворной, а практика — манипулятивной. Выражение также используется для обозначения лиц, злоупотребляющих провявлением внимания и привязанности на ранних стадиях любовных отношений.

## История
Мун Сон Мён, основатель и лидер Церкви объединения, использовал термин «любовная бомбардировка» 23 июля 1978 г. в речи (в переводе):

Члены Церкви объединения улыбаются все время, даже в четыре утра. Человек, который полон любви должен жить таким образом… Какое лицо может лучше представлять любовь, чем улыбающееся лицо? Вот почему мы говорим о любовной бомбадировке; мунисты сталкиваются с таким видом счастливой задачи.

Бывшие члены организации «Дети бога», в том числе Дебора Дэвис, дочь основателя, и Кристина Джонс, дочь давнего члена этой организации, использовали термин при описании первых дней пребывания в организации.
В 1999 году, по свидетельству Мэрилендской рабочей группы по культам (англ. Maryland Cult Task Force), Рональд Лумис, директор по образованию в Международной ассоциации исследования культов, подтвердил, что "термин «бомбардировка любовью» был придуман в Церкви объединения, мунитами". 

## Критика и реакция
Критики сект часто определяют бомбардировку любовью в качестве одного из признаков, которые могут определить организацию как секту. Они считают, что такое проявление дружелюбия поддельно и используется для того, чтобы уменьшить сопротивление субъекта к вербовке.
Профессор психологии Маргарет Сингер популяризировала данное понятие, тесно отождествляя любовную бомбардировку с "промыванием мозгов". В своей книге 1996 года, «Секты среди нас», она описала применение этой техники:

Как только будет проявлен какой-либо интерес со стороны новобранцев, они могут быть подвергнуты любовной бомбардировке рекрутером или другими членами культа. Этот процесс симулирования дружбы и интереса к новобранцу был первоначально связан с одним из ранних молодёжных культов, но вскоре многие группы взяли его на вооружение в качестве части своей программы по заманиванию людей. Любовная бомбардировка - это скоординированные усилия, как правило проводимые под контролем руководства, которые включают в себя окружение новобранцев и новых участников лестью, вербальным обольщением, ласковыми, но обычно несексуальными прикосновениями и повышенным вниманием к каждому их замечанию. Любовная бомбардировка - или предложение мгновенного общения - это обманчивая уловка, на которой основано множество успешных вербовочных кампаний.
Церковь объединения отвергает эту точку зрения. Так, один из руководителей Церкви объединения Дамиан Андерсон написал: «Любовная бомбардировка от одного человека выражается в осыпании вниманием кого-то другого. Всем нравится такая забота и внимание, поэтому очень жаль, что, когда мы любим так, как учил любить Иисус, нас обвиняют в скрытых мотивах.»
Кит Хенсон, критик деструктивных культов, в своём анализе любовной бомбардировки сравнивает психологические эффекты этой и других культовых техник с воздействием сильных наркотиков, таких как крэк-кокаин. Хенсон утверждает, что интенсивное положительное подкрепление, используемое культами, вызывает сильную эйфорию и способствует формированию новых нейронных связей в мозге, закрепляя желаемое для культа поведение. Стремление человека вновь получить одобрение группы может привести к деструктивным последствиям, включая финансовый крах и разрыв социальных связей, так как подчинение требованиям культа становится важнее всего остального.. 
Доктор Джери-Энн Галанти, которая в рамках собственного исследования лично провела три дня в секте мунитов и испытала воздействие бомбардироки любовью на себе, пишет: «Основная человеческая потребность заключается в самоуважении. Мунисты применяют методику, известную как "бомбардировка любовью", чтобы извлечь выгоду из этой потребности.»